# لوریس باکتی
لوریس باکتی (انگلیسی: Loris Bacchetti؛ زادهٔ ۶ فوریهٔ ۱۹۹۳) بازیکن فوتبال اهل ایتالیا است.
از باشگاه‌هایی که در آن بازی کرده‌است می‌توان به باشگاه فوتبال ویرتوس لانچانو و باشگاه فوتبال دلفینو پسکارا اشاره کرد.
وی همچنین در تیم ملی فوتبال زیر ۲۰ سال ایتالیا بازی کرده‌است.